# 喬·高登
約瑟夫·洛威爾·高登（英語：Joseph Lowell Gordon，1915年2月18日—1978年4月14日），綽號「閃電俠」，為美國職棒大聯盟的二壘手。生涯曾效力過洋基與印地安人，並於2009年入選名人堂。

## 早年
1915年2月18日，高登生於洛杉磯。後來他們家搬至俄勒岡州，他也因此就讀當地的傑佛遜高中。高登畢業後就進入俄勒岡大學就讀，他在大學時就已經是個多棲球員，他不僅是美式足球的中衛，他還會體操、足球、跳遠，甚至還會拉小提琴。1934年與1935年，他就幫助學校棒球隊拿下30勝14敗的成績。

## 紐約洋基
1936年，高登與洋基隊簽約。1937年，他在2A繳出打擊率2成80與26轟的成績。這支球隊也在158場比賽中拿下驚人的110勝。
1937年，洋基隊將陣中老將湯尼·拉澤里釋出，隨即在隔年將高登拉上大聯盟補上拉澤里的位置。他在菜鳥年球季就敲出25轟，這項紀錄高懸63年才被打破。該年他的打擊率為2成55，另有97分打點。他傑出的防守能力也幫助洋基連續3年拿下聯盟第一。他在1938年世界大賽的打擊率高達4成，長打率7成33。洋基最終4連勝橫掃小熊。
1939年，高登的打擊率上升至2成84，另有28轟。他在這年的接殺數，助殺與雙殺次數都是美聯第一。6月28日，他達成單場擊出3支全壘打的紀錄。他也在這一年首度入選明星賽，並在MVP票選排名第5名。他在該年世界大賽的打擊率僅1成43，不過他在第4場的9局上擊出追平比數的安打，最終洋基4連勝橫掃紅人。1940年，他的打擊率為2成81，30轟與103分打點在隊上都僅次於喬·迪馬喬。9月8日，高登達成完全打擊。不過最後球隊以2場勝差惜敗老虎隊，無緣拿下聯盟冠軍。
1941年，高登的打擊率為2成76，另有24轟與87分打點。他在MVP票選中排名第7名。該年的世界大賽，高登的打擊率高達5成。他在第一場比賽就敲出全壘打，第二場比賽更是獲得3次保送。第四場他在第9局敲出關鍵安打，幫助洋基拿下勝利。他在5場系列賽中就製造出5次雙殺，至今仍是世界大賽紀錄。賽後洋基總教練Joe McCarthy也給予高登高度讚賞。
1942年，高登強勢壓下拿下三冠王的泰德·威廉斯奪得美聯MVP。該年他繳出打擊率3成22，18轟與103分打點的成績。不過他卻在世界大賽打擊熄火，打擊率連1成都不到，最後洋基輸給紅雀。高登甚至在第5場比賽的第9局在二壘前被牽制出局。1943年，高登的打擊率下滑至2成43，不過他仍擊出17轟，另有62分打點。而他單季獲得98次保送不僅在美聯排名第二多，也是他生涯最佳。
1943年世界大賽，高登不僅在首戰擊出全壘打，他也幫助遺跡拿下世界大賽最後一個出局數，避免紅雀追平比分。隨後，他在1944年與1945年加入美軍服役，暫離大聯盟兩年。
1946年，高登回到大聯盟。不過他卻在表演賽中傷到肌腱，最後他動了手術，也休息了一個月。然而在僅僅回歸兩週後，高登換成腿部受傷。這一年他僅出賽110場比賽，打擊率2成10，另有11轟與47分打點。由於表現能力下滑，因此洋基的總經理決定將高登交易。他甚至與同為球員的喬·迪馬喬討論高登的交易案，最後洋基用高登向印地安人換來投手艾利·雷諾斯。而高登在洋基剛好出賽滿1000場，擊出剛好1000支安打。

## 克里夫蘭印地安人
儘管洋基很有眼光的換來雷諾斯，這名投手後來在洋基待了8年，拿下131勝。不過高登在印地安人的表現也不會太差。1947年球季，他的打擊率為2成72，另有29轟與全隊最高的93分打點。他在MVP票選中甚至排名第7名。而印地安人也在這年迎來了美國聯盟史上首位黑人球員Larry Doby，而高登也是與Doby相處最融洽的白人球員。1948年，高登的打擊率為2成80，32轟在美聯僅次於迪馬喬，同時也是美聯二壘手的全壘打紀錄（直到2001年才被Bret Boone打破）。124分打點也刷新了個人生涯紀錄。這年印地安人也拿下睽違28年的美聯冠軍，順利闖進世界大賽。最後印地安人4勝2敗拿下世界大賽冠軍。1949年，高登的打擊率下滑至2成51，不過20轟與84分打點仍是隊上第二，僅次於Larry Doby。1950年，高登在生涯最後一個球季繳出打擊率2成36，19轟與57分打點的成績。
總計高登出賽1566場比賽，生涯打擊率為2成68，並敲出1530支安打，253轟，975分打點與914次得分。2001年，他入選為印地安人隊史百大球星。

## 晚年
離開大聯盟後，高登加入大西洋聯盟的球隊，在隊上同時擔任球員與總教練。不過高登帶隊的兩年間，球隊的勝率只有40%。1953年至1955年，他在老虎隊擔任球探。1958年至1961年間，高登也陸續在印地安人、老虎與運動家隊擔任總教練。1969年，大聯盟首次進行擴編，高登也成為皇家隊的首任總教練。1978年，63歲的高登因心臟病去世。
2008年8月16日，高登入選印地安人名人堂，而他兩名孫子都在場見證。同年12月7日，他被名人堂資深委員會引薦至名人堂。他在12票當中拿下10票，並在隔年順利進入名人堂。
運動作家Russell Adams在一篇標題「誰是最傑出的洋基球員？」的文章中，將高登排在野手史上第9名。

## 外部連結
- 球員資訊和成績在MLB，ESPN，Retrosheet ，Baseball Reference ，Baseball Reference (Minors) ，Fangraphs ，The Baseball Cube ，Baseball Almanac （英文）